# Orden al Mérito de la Mujer
La Orden al Mérito de la Mujer es la máxima distinción otorgada por el Estado Peruano a través del Ministerio de la Mujer y Poblaciones Vulnerables a mujeres que destacan en su compromiso con la defensa y la promoción de los derechos de la población femenina y la igualdad de género en el país.
El premio fue establecido en 2004 por el Decreto Supremo N.º 005-2003-MIMDES del antiguo Ministerio de la Mujer y Desarrollo Social. El proceso de nominación de las candidatas presentadas por diversas organizaciones finaliza con una votación online abierta a la población en general.

## Grados

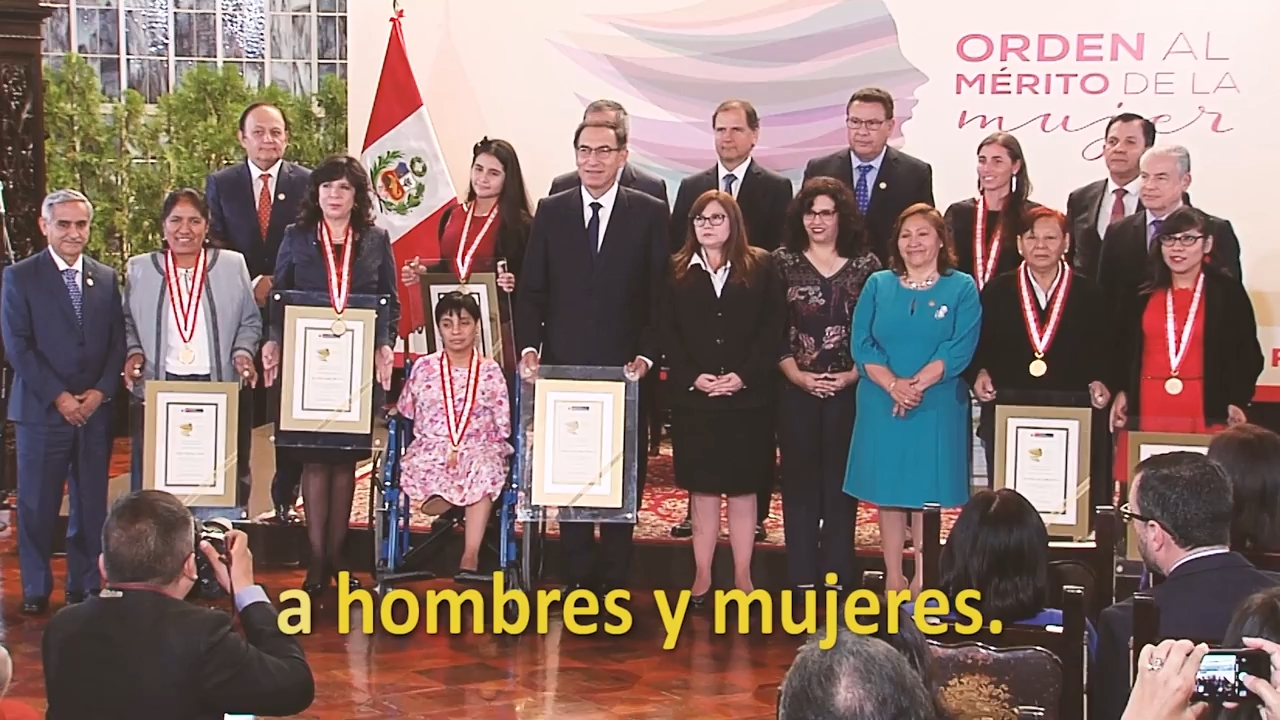
Condecoradas en 2018.

Las categorías de la Orden al Mérito de la Mujer son:
- Categoría 1: En mérito a una vida dedicada a la promoción de los derechos de las mujeres y su real acceso a la igualdad de género.
- Categoría 2: En mérito a la actividad destacada en el desempeño de su profesión en el área de la Ciencia y Tecnología.
- Categoría 3: En mérito a la actividad destacada en las Fuerzas Armadas y/o Policía Nacional del Perú.
- Categoría 4: En mérito a la actividad destacada en el campo empresarial.
- Categoría 5: En mérito a la actividad destacada en el desempeño de su labor social.
- Categoría 6: En mérito a la actividad destacada en el campo del deporte.
- Categoría 7: En mérito a la actividad destacada en el campo de las artes.
- Categoría 8: En mérito a su ejemplo de superación de adversidades (mujeres con discapacidad).
- Categoría 9: En mérito al ejemplo de vida (adulta mayor).
- Categoría 10: En mérito a su trabajo por la protección y promoción de los derechos de las mujeres de los Pueblos Indígenas.
- Categoría 11: En mérito a su trabajo por la protección y promoción de los derechos de las mujeres del Pueblo Afroperuano.
- Categoría 12: En mérito a la actividad destacada en el cuidado y protección del ambiente, así como en la conservación de la biodiversidad.